# Nicolas Giraud
Nicolas Giraud (Saintes, 12 novembre 1978) è un attore e regista francese.

## Biografia
Tra i vari ruoli ottenuti nella sua carriera interpreta Peter nel film francese del 2008 Io vi troverò (Taken), per la regia di Pierre Morel, e Adèle e l'enigma del faraone (Les Aventures extraordinaires d'Adèle Blanc-Sec), regia di Luc Besson (2010). Giraud ha inoltre scritto e diretto Faiblesses (2009).

## Filmografia parziale
- Io vi troverò (Taken), regia di Pierre Morel (2008)
- Adèle e l'enigma del faraone (Les Aventures extraordinaires d'Adèle Blanc-Sec), regia di Luc Besson (2010)
- Il primo uomo (Le premier homme), regia di Gianni Amelio (2011)
- Loin des hommes, regia di David Oelhoffen (2014)
- Anton Cechov (Anton Tchekhov 1890), regia di René Féret (2015)
- Les Gardiennes, regia di Xavier Beauvois (2017)
- Fratelli nemici - Close Enemies (Frères ennemis), regia di David Oelhoffen (2018)

## Doppiatori italiani
Nelle versioni in italiano nelle opere in cui ha recitato, Nicolas Giraud è stato doppiato da:
- Frédéric Lachkar in Io vi troverò
- Flavio Aquilone in Adèle e l'enigma del faraone
- Kim Rossi Stuart in Il primo uomo
- Dario Sansalone in Anton Cechov
- Daniele Di Matteo in Fratelli nemici - Close Enemies